# 亚历山大·康斯坦丁诺维奇·裴克斯
亚历山大·康斯坦丁诺维奇·裴克斯（俄语：Александр Константинович Пайкес，1873年？月？日—1958年？月？日），是苏联的政治家、外交官。曾担任驻中华民国的外交代表、驻立陶宛大使。